# Puchar Ameryki Południowej w narciarstwie alpejskim kobiet 2024
Puchar Ameryki Południowej w narciarstwie alpejskim kobiet w sezonie 2024 – zawody rozgrywane pod patronatem Międzynarodowej Federacji Narciarskiej (FIS) latem i jesienią 2024 roku. Pierwsze zawody z cyklu odbyły się 4 sierpnia 2024 r. w argentyńskim Chapelco, natomiast ostatnie zmagania sezonu zostały rozegrane 27 września tego samego roku w chilijskim ośrodku narciarskim Corralco.
Wśród kobiet Pucharu Ameryki Południowej z poprzedniego sezonu broniła Chilijka Matilde Schwencke. Tym razem najlepsza okazała się Brytyjka Giselle Gorringe.

## Podium zawodów
| Lp. | Data             | Miejscowość              | Konkurencja | 1. miejsce                | 2. miejsce                | 3. miejsce              |
| --- | ---------------- | ------------------------ | ----------- | ------------------------- | ------------------------- | ----------------------- |
| 1.  | 4 sierpnia 2024  | Chapelco                 | Gigant      | Giselle Gorringe          | Francesca Baruzzi Farriol | Lindy Etzensperger      |
| 2.  | 5 sierpnia 2024  | Chapelco                 | Gigant      | Lindy Etzensperger        | Francesca Baruzzi Farriol | Giselle Gorringe        |
| 3.  | 8 sierpnia 2024  | Cerro Catedral-Bariloche | Gigant      | Francesca Baruzzi Farriol | Sarah Schleper            | Andrea Ellenberger      |
| 4.  | 9 sierpnia 2024  | Cerro Catedral-Bariloche | Slalom      | Giselle Gorringe          | Aura Coronado Mateu       | Sofía Bogni Barry       |
| 5.  | 11 sierpnia 2024 | Cerro Catedral-Bariloche | Slalom      | Francesca Baruzzi Farriol | Giselle Gorringe          | Juliette Hidas          |
| 6.  | 31 sierpnia 2024 | El Colorado              | Gigant      | Estelle Alphand           | Francesca Baruzzi Farriol | Elvedina Muzaferija     |
| 7.  | 1 września 2024  | La Parva                 | Slalom      | Carla Mijares Ruf         | Léonie Carroz             | Fiona Acquistapace      |
| 8.  | 4 września 2024  | La Parva                 | Zjazd       | Haley Cutler              | Tereza Nová               | Jordina Caminal Santure |
| 9.  | 4 września 2024  | La Parva                 | Zjazd       | Bobbi Jo Griffin          | Haley Cutler              | Tereza Nová             |
| 10. | 5 września 2024  | La Parva                 | Supergigant | Jordina Caminal Santure   | Tereza Nová               | Haley Cutler            |
| 11. | 5 września 2024  | La Parva                 | Supergigant | Haley Cutler              | Tereza Nová               | Jordina Caminal Santure |
| 12. | 10 września 2024 | Cerro Castor             | Gigant      | Asja Zenere               | Camille Rast              | Lisa Hörhager           |
| 13. | 11 września 2024 | Cerro Castor             | Gigant      | Francesca Baruzzi Farriol | Asja Zenere               | Lisa Nyberg             |
| 14. | 12 września 2024 | Cerro Castor             | Slalom      | Martina Peterlini         | Jessica Hilzinger         | Aline Danioth           |
| 15. | 13 września 2024 | Cerro Castor             | Slalom      | Francesca Baruzzi Farriol | Jessica Hilzinger         | Giorgia Collomb         |
| 16. | 25 września 2024 | Corralco                 | Zjazd       | Tereza Nová               | Giselle Gorringe          | Jordina Caminal Santure |
| 17. | 26 września 2024 | Corralco                 | Zjazd       | Tereza Nová               | Giselle Gorringe          | Jordina Caminal Santure |
| 18. | 27 września 2024 | Corralco                 | Supergigant | Giselle Gorringe          | Jordina Caminal Santure   | Emma James              |
| 19. | 27 września 2024 | Corralco                 | Supergigant | Jordina Caminal Santure   | Giselle Gorringe          | Matilde Pinilla         |

## Klasyfikacje
| Lp. | Zawodniczka               | Punkty |
| --- | ------------------------- | ------ |
| 1.  | Giselle Gorringe          | 977    |
| 2.  | Francesca Baruzzi Farriol | 726    |
| 3.  | Jordina Caminal Santure   | 570    |
| 4.  | Tereza Nová               | 500    |
| 5.  | Sofía Bogni Barry         | 448    |
| 6.  | Matilde Pinilla           | 361    |
| 7.  | Florencia Aramburo        | 349    |
| 8.  | Haley Cutler              | 340    |
| 9.  | Nicole Begue              | 301    |
| 10. | Valentine Belmonte        | 237    |

| Lp. | Zawodniczka             | Punkty |
| --- | ----------------------- | ------ |
| 1.  | Tereza Nová             | 340    |
| 2.  | Jordina Caminal Santure | 230    |
| 3.  | Giselle Gorringe        | 228    |
| 4.  | Haley Cutler            | 180    |
| 5.  | Florencia Aramburo      | 158    |
| 6.  | Kiana Kryeziu           | 131    |
| 7.  | Bobbi Jo Griffin        | 100    |
| 8.  | Cheyenne Brown          | 95     |
| 9.  | Daša Vuga               | 86     |
| 10. | Nicole Begue            | 85     |
| 10. | Axelle Chevrier         | 85     |

| Lp. | Zawodniczka             | Punkty |
| --- | ----------------------- | ------ |
| 1.  | Jordina Caminal Santure | 340    |
| 2.  | Giselle Gorringe        | 209    |
| 3.  | Haley Cutler            | 160    |
| 4.  | Tereza Nová             | 160    |
| 5.  | Emma James              | 110    |
| 6.  | Matilde Pinilla         | 110    |
| 7.  | Axelle Chevrier         | 95     |
| 8.  | Bobbi Jo Griffin        | 86     |
| 9.  | Cheyenne Brown          | 85     |
| 10. | Valentine Belmonte      | 76     |

| Lp. | Zawodniczka               | Punkty |
| --- | ------------------------- | ------ |
| 1.  | Francesca Baruzzi Farriol | 476    |
| 2.  | Giselle Gorringe          | 255    |
| 3.  | Lindy Etzensperger        | 208    |
| 4.  | Asja Zenere               | 180    |
| 5.  | Andrea Ellenberger        | 155    |
| 6.  | Sarah Schleper            | 142    |
| 7.  | Sofía Bogni Barry         | 141    |
| 8.  | Estelle Alphand           | 126    |
| 9.  | Nicole Begue              | 106    |
| 10. | Lisa Hörhager             | 105    |
| 10. | Lisa Nyberg               | 105    |

| Lp. | Zawodniczka               | Punkty |
| --- | ------------------------- | ------ |
| 1.  | Giselle Gorringe          | 285    |
| 2.  | Francesca Baruzzi Farriol | 250    |
| 3.  | Sofía Bogni Barry         | 201    |
| 4.  | Jessica Hilzinger         | 160    |
| 5.  | Matilde Pinilla           | 110    |
| 6.  | Nicole Begue              | 110    |
| 7.  | Carla Mijares Ruf         | 100    |
| 7.  | Martina Peterlini         | 100    |
| 9.  | Juliette Hidas            | 96     |
| 10. | Aura Coronado Mateu       | 80     |
| 10. | Léonie Carroz             | 80     |